# Emo Philips
Phil Soltanec, mais conhecido como Emo Philips (Chicago, 7 de fevereiro de 1956) é um ator, produtor, e artista americano.
Frequentou a escola na cidade de Downers Grove, no Illinois.